# Sirens (canção)
"Sirens" é uma canção da banda de rock americana Pearl Jam. É a quarta faixa e segundo single do álbum Lightning Bolt (2013), sendo lançado em 18 de setembro de 2013. Foi produzida por Brendan O'Brien e composta por Mike McCready e Eddie Vedder. A canção diz respeito às preocupações da morte e o que o futuro reserva para a próxima geração.

## Paradas musicais

### Paradas semanais
| País/Parada (2013–2014)                  | Melhor posição |
| ---------------------------------------- | -------------- |
| Alemanha (Media Control)                 | 86             |
| Áustria (Ö3 Austria Top 40)              | 63             |
| Bélgica (Ultratop 40 Valônia)            | 49             |
| Bélgica (Ultratop 50 Flandres)           | 21             |
| Canadá (Canadian Hot 100)                | 31             |
| Canadá (Hot Hard Rock Songs)             | 1              |
| Croácia (ARC Top 40)                     | 28             |
| Espanha (PROMUSICAE)                     | 28             |
| Estados Unidos (Adult Alternative Songs) | 1              |
| Estados Unidos (Adult Top 40)            | 34             |
| Estados Unidos (Alternative Songs)       | 4              |
| Estados Unidos (Digital Songs)           | 29             |
| Estados Unidos (Hot 100)                 | 76             |
| Estados Unidos (Hot Rock Songs)          | 11             |
| Estados Unidos (Mainstream Rock)         | 6              |
| Estados Unidos (Rock Airplay)            | 4              |
| França (SNEP)                            | 135            |
| Irlanda (Irish Singles Chart)            | 27             |
| Itália (FIMI)                            | 14             |
| México (Mexico Airplay)                  | 34             |
| Nova Zelândia (Recorded Music NZ)        | 36             |
| Países Baixos (Single Top 100)           | 42             |
| Suíça (Schweizer Hitparade)              | 49             |

### Paradas de fim de ano
| País/Parada (2013)                       | Melhor posição |
| ---------------------------------------- | -------------- |
| Estados Unidos (Adult Alternative Songs) | 46             |
| Estados Unidos (Hot Rock Songs)          | 54             |
| País/Parada (2014)                       | Melhor posição |
| Estados Unidos (Adult Alternative Songs) | 30             |
| Estados Unidos (Alternative Songs)       | 31             |
| Estados Unidos (Hot Rock Songs)          | 71             |
| Estados Unidos (Mainstream Rock)         | 32             |
| Estados Unidos (Rock Airplay)            | 22             |